# Vellozia andina
Vellozia andina là một loài thực vật có hoa trong họ Velloziaceae. Loài này được Ibisch, R.Vásquez & Nowicki mô tả khoa học đầu tiên năm 2001.